# 브릿지코드
브릿지코드(Bridgecode)는 대한민국의 중소·벤처기업 대상 인수합병(M&A) 자문사이다. 2020년 설립되었으며, M&A 자문, 기업가치 평가(밸류에이션), 재무,세무 실사 등을 제공한다.

## 역사
브릿지코드는 미래에셋증권, 삼성증권, 한국투자증권, KPMG, 딜로이트 등 국내외 금융투자업권과 회계법인 출신 인력들이 참여해 설립되었으며, 중소·벤처기업을 대상으로 M&A 자문 서비스를 제공한다.
2024년 중소벤처기업부 주관 M&A 자문평가에서 최고등급인 S등급을 획득하였고, 같은 해 기술보증기금 10대 M&A 파트너사로 선정되었다. 또한 기술보증기금 M&A 플랫폼, 한국벤처캐피탈협회, NH농협은행, 삼성화재 등과 협력관계를 맺고 있다.

## 서비스

### M&A센터
- 성과보수제 기반으로 매각, 인수 자문 제공

- 평균 15년 이상 경력을 가진 금융권 출신 자문역이 거래 전 과정을 담당하며, 1:1 전담 운영

- 다수의 해외 네트워크와 업무협약을 통해 국제 거래 지원[5][6]
- 업계 최초로 M&A 자문윤리강령 도입[7]

## 수상 및 인증
- 2024년 중소벤처기업부 주관 M&A 자문기관 평가 최고등급(S등급) 획득[1]
- 2024년 기술보증기금 10대 M&A 파트너사 선정[2]
- 한국벤처캐피탈협회 우수자문사 선정[8]
- 삼성화재와 업계 최초 안심 거래를 위한 진술·보장 보험(W&I) 업무협약 체결[4]
- NH농협은행, 신한은행, KDB Nextone 등과 M&A 제휴 체결[3]
- 2024년 서울투자청 Core 100 선정[9]